# Tephrosia oubanguiensis
Tephrosia oubanguiensis là một loài thực vật có hoa trong họ Đậu. Loài này được Tisser. miêu tả khoa học đầu tiên.